# Wolfgang Mersmann
Wolfgang Felix Walter Mersmann (* 19. Juni 1902 in Kiel; † 25. September 1973 in Bad Kissingen) war ein deutscher Steuerjurist und Präsident des Bundesfinanzhofs.

## Leben
Seit 1930 war Mersmann in der Hamburger Finanzverwaltung tätig, zuletzt als Leitender Regierungsdirektor. Im Zweiten Weltkrieg diente er als Landesschütze in der Wehrmacht. In Hamburg war er auch Vorsitzender der Goethe-Gesellschaft, bis er 1948 in die entstehende westdeutsche Finanzverwaltung nach Bad Homburg vor der Höhe ging.
Von 1948 bis 1949 arbeitete er in der Verwaltung für Finanzen des Vereinigten Wirtschaftsgebietes (Bizone) in Bad Homburg vor der Höhe, dort als stellvertretender Leiter der Abteilung III (Zölle, Finanzmonopole, Verbrauch-, Besitz- und Verkehrsteuern). Von 1949 bis 1962 war er Beamter im Bundesministerium der Finanzen, dort von 1950 bis 1962 Leiter der Abteilung IV (Besitz- und Verkehrsteuern). Schließlich war er vom 21. Mai 1962 bis 30. Juni 1970 Präsident und Richter des Bundesfinanzhofs.
Mersmann war gemeinsam mit dem damaligen Präsidenten des Bayerischen Anwalt Verbands, Rechtsanwalt Fritz Ostler, verantwortlich für die Neugründung der Münchener Juristischen Gesellschaft zum 1. Januar 1966.
Er war Mitglied der Studentenverbindung AV Albingia-Schwarzwald-Zaringia Freiburg.

## Auszeichnungen
- Ehrendoktorwürde
- Bayerischer Verdienstorden
- 1970: Großes Verdienstkreuz mit Stern und Schulterband